# Pholcomma micropunctatum
Pholcomma micropunctatum är en spindelart som först beskrevs av Cândido Firmino de Mello-Leitão 1941. 
Pholcomma micropunctatum ingår i släktet Pholcomma och familjen klotspindlar. Inga underarter finns listade i Catalogue of Life.